# Myrmeleon buyssoni
Myrmeleon buyssoni är en insektsart som beskrevs av Van der Weele 1907. Myrmeleon buyssoni ingår i släktet Myrmeleon och familjen myrlejonsländor. Inga underarter finns listade i Catalogue of Life.